# Liste de personnalités liées à Argenteuil (Val-d'Oise)
Liste de personnalités liées à Argenteuil (Val-d'Oise)
- Haut – A
- B
- C
- D
- E
- F
- G
- H
- I
- J
- K
- L
- M
- N
- O
- P
- Q
- R
- S
- T
- U
- V
- W
- X
- Y
- Z

## A
- Clarisse Agbegnenou (1992- ), judokate française, championne olympique 2021 de judo, a été au licenciée au judo Club Escales d'Argenteuil pendant 5 ans[1]
- René Amiot (1914-1985), compagnon de la Libération [2], né à Argenteuil
- Mourad Amirkhanian, chanteur lyrique, vit à Argenteuil depuis 2011[3]
- Albertine et Lucien Anne sont inscrits sur la liste des justes de France au Mémorial Yad Vashem en 2010, dossier no 11889.
- Sandrine Arcizet, animatrice de télévision française, née à Argenteuil.
- Kader Ayd, réalisateur, acteur, scénariste et producteur, a grandi et vécu à Argenteuil.

- Haut – A
- B
- C
- D
- E
- F
- G
- H
- I
- J
- K
- L
- M
- N
- O
- P
- Q
- R
- S
- T
- U
- V
- W
- X
- Y
- Z

## B
- Jean-Auguste Bard (1812-1862), peintre français, a vécu à Argenteuil ;
- L'abbé Joseph Batut, vicaire- directeur de la Saint-Georges d'Argenteuil de 1906 à 1928 ;
- Fathi Beddiar, journaliste, scénariste, historien du cinéma, a vécu à Argenteuil ;
- Tarik Bengarai, dit Tarik Abou Nour, imam, ingénieur, professeur, consultant, domicilié à Argenteuil depuis la fin des années 2000 ;
- Franck Béria, ancien footballeur professionnel, né et a vécu à Argenteuil ;
- Stéphane Blondeau, ancien footballeur français, né à Argenteuil ;
- Alima Boumediene-Thierry, ancienne sénatrice et députée européenne, née à Argenteuil en 1956;
- Georges Braque, peintre et sculpteur français, un des initiateurs du cubisme, né à Argenteuil ;
- Maurice Bray, écrivain (Le Baladin d'Argenteuil) et comédien. Né et a vécu à Argenteuil ;
- Mireille Brocey, romancière, poétesse et parolière, est née à Argenteuil en 1909 ;
- Patrick Bruel, a vécu à Argenteuil quand il a débarqué d'Algérie en 1962 ;
- Oscar Brenifier, philosophe et écrivain, vivant à Argenteuil.

- Haut – A
- B
- C
- D
- E
- F
- G
- H
- I
- J
- K
- L
- M
- N
- O
- P
- Q
- R
- S
- T
- U
- V
- W
- X
- Y
- Z

## C
- Gustave Caillebotte, peintre impressionniste français, a vécu quai du "Petit-Gennevilliers" face à Argenteuil, régaté et peint sur la Seine à Argenteuil ;
- Jacques Carelman, auteur du "Catalogue d'objets introuvables", a vécu à Argenteuil où il est décédé en 2012 ;
- Guy Carlier, chroniqueur, écrivain, a habité le quartier des Champioux à Argenteuil jusqu'en 2003[4] ;
- Célia, chanteuse originaire du Cap-Vert, connue par le grand public grâce à son album Um flor Especial, a vécu à Argenteuil ;
- Ingrid Chauvin, comédienne française de télévision, est née à Argenteuil ;
- Étienne Chevalier (1750-1828), homme politique,  député du tiers état aux États généraux de 1789 et maire d'Argenteuil.
- Jérôme Commandeur, humoriste et acteur, est né à Argenteuil ;
- André Cordonnier (1885-1954), architecte, mort à Argenteuil ;
- Robert Coulouma, maître imprimeur, rue de Diane à Argenteuil de 1911 à 1937 ;
- Anatole Cressent, avocat français à l'origine du concours de composition musicale pour le « prix Cressent », est né à Argenteuil.

- Haut – A
- B
- C
- D
- E
- F
- G
- H
- I
- J
- K
- L
- M
- N
- O
- P
- Q
- R
- S
- T
- U
- V
- W
- X
- Y
- Z

## D
- Jean Daurand, comédien, l'inspecteur Dupuy de la série Les Cinq Dernières Minutes, est décédé dans une clinique d'Argenteuil ;
- Jean-Étienne Delacroix, cultivateur et artiste amateur (1847-1923) ;
- Rino Della Negra, sportif du Red Star Football Club et résistant du Groupe Manouchian, fusillé par les Nazis, a vécu à Argenteuil[5] ;
- Christopher Dilo, Joueur de football, gardien de but international de la Guadeloupe ;
- Georges Ducom, coureur cycliste, né en 1873 ;
- Victor Dupouy, ancien maire ;
- Philippe Doucet (homme politique), ancien maire

- Haut – A
- B
- C
- D
- E
- F
- G
- H
- I
- J
- K
- L
- M
- N
- O
- P
- Q
- R
- S
- T
- U
- V
- W
- X
- Y
- Z

## F
- Laurina Fazer, joueuse de football évoluant au Paris Saint-Germain

- Haut – A
- B
- C
- D
- E
- F
- G
- H
- I
- J
- K
- L
- M
- N
- O
- P
- Q
- R
- S
- T
- U
- V
- W
- X
- Y
- Z

## G
- Pierre Gamarra, écrivain, né à Toulouse, habite la ville, de l'après-guerre à sa mort en 2009[6] ;
- Jean-Claude Michel Gillet (1759-1810), homme politique né à Argenteuil, député de Seine-et-Oise au Conseil des Cinq-Cents.
- Jean Guillot, ancien footballeur français, est né à Argenteuil ;

- Haut – A
- B
- C
- D
- E
- F
- G
- H
- I
- J
- K
- L
- M
- N
- O
- P
- Q
- R
- S
- T
- U
- V
- W
- X
- Y
- Z

## H
- Héloïse, élève à l'abbaye d'Argenteuil, y est revenue comme religieuse et en a été prieure jusqu'à l'expulsion de la communauté par Suger ;
- Fabrice Henry, ancien footballeur français, est né à Argenteuil ;

- Haut – A
- B
- C
- D
- E
- F
- G
- H
- I
- J
- K
- L
- M
- N
- O
- P
- Q
- R
- S
- T
- U
- V
- W
- X
- Y
- Z

## I
- Giannelli Imbula, footballeur professionnel, a vécu à Argenteuil.

- Haut – A
- B
- C
- D
- E
- F
- G
- H
- I
- J
- K
- L
- M
- N
- O
- P
- Q
- R
- S
- T
- U
- V
- W
- X
- Y
- Z

## J
- Pierre Joly, qui ouvre en 1824 un atelier de serrurier-forgeron et devient rapidement spécialiste de la charpente métallique. L’usine se développe et emploie 150 à 200 ouvriers en 1849. Grâce à sa maîtrise des structures métalliques, Joly se voit attribuer par Baltard le chantier des Halles de Paris en 1853. L’entreprise prend alors une envergure internationale : lorsque Pierre Joly s’éteint en 1862, sa succession est assurée par son gendre César Joly, avec 600 employés. D’autres réalisations, comme les charpentes du Trocadéro (1877), de la gare Saint-Lazare (1883) ou du pont Faidherbe au Sénégal (1897) assurent à l’entreprise une grande renommée[7].

## K
- John B. Kelly Sr., père de Grace Kelly et maire de Philadelphie, champion olympique en double-scull avec Paul Costello sur le bassin d'Argenteuil aux Jeux olympiques d'été de 1924 ;
- Hichem Khalfa, trompettiste, né à Argenteuil en 1990

- Haut – A
- B
- C
- D
- E
- F
- G
- H
- I
- J
- K
- L
- M
- N
- O
- P
- Q
- R
- S
- T
- U
- V
- W
- X
- Y
- Z

## L
- Mehdi Lallaoui, écrivain et réalisateur, né à Argenteuil, y a longtemps vécu ;
- Fiona Lazaar, ancienne députée de la circonscription Argenteuil-Bezons ;
- Paul Le Person, acteur de cinéma (1931-2005), né à Argenteuil, y a longtemps vécu ;
- Jean-Marie Le Sidaner, écrivain ;
- Adolphe Leroy (1827-1880), mort à Argenteuil, clarinettiste, professeur de clarinette au Conservatoire de Paris ;
- Robert Lesbounit (1904-1989), artiste français, réalise les mosaïques de l'Hôpital d'Argenteuil ;
- Louis Lhérault, créateur de l'asperge d'Argenteuil ; une rue au sud de la gare du Val d'Argenteuil porte son nom ;
- Suzanne Liébrard (1894-1932), athlète française (hurdleuse) ;
- Jenny Longuet, militante socialiste, fille aînée de Karl Marx, vécut à Argenteuil de 1881 à sa mort en 1883, avec son mari Charles Longuet, journaliste ;
- Julien Lorcy, ancien champion du Monde WBA des poids plumes, est né à Argenteuil ;
- Mathieu Lorée, joueur de rugby à XV qui évolue au FC Grenoble ;
- Paul Louis, héros de la Résistance sous le pseudonyme d'abbé Choc, a vécu son enfance à Argenteuil avant d'y être nommé vicaire.

- Haut – A
- B
- C
- D
- E
- F
- G
- H
- I
- J
- K
- L
- M
- N
- O
- P
- Q
- R
- S
- T
- U
- V
- W
- X
- Y
- Z

## M
- Enrico Macias, a vécu à Argenteuil après son départ d'Algérie ;
- Michel Macurdy, joueur de rugby à XV français, est né à Argenteuil ;
- Gilles Maignan, ancien coureur cycliste français, est né à Argenteuil ;
- Cécile et Arthur Magnier sont inscrits sur la liste des justes de France au mémorial Yad Vashem en 2008, dossier no 11422, pour avoir caché dans leur foyer Charlotte et Paulette Storch, filles de Juifs d'origine polonaise. Le père, David, est arrêté à Beaune-la-Rolande le 14 mai 1941 et déporté à Auschwitz le 27 juin 1942. Lors de la râfle du Vel d'Hiv, le 16 juillet 1942, la mère, Rivka, parvient à se cacher et les fillettes sont envoyées en secret vers la banlieue, hébergées par le centre de la Croix Rouge du quartier d'Orgemont à partir du 7 août 1942, puis confiées aux époux Magnier, qui les accueillent avec leurs propres enfants et les protègent jusqu'au moment où leur mère peut les récupérer, un an après la Libération ;
- Edouard Manet, peintre impressionniste français, rend visite à son ami Monet et y peint notamment Argenteuil ;
- Karl Marx, philosophe, séjourne à Argenteuil chez sa fille Jenny en 1882[8], à l'actuel n°27 du boulevard Karl-Marx ;
- Guy de Maupassant, amateur de canotage, est souvent venu à Argenteuil pour y naviguer[9]
- Kevin Mayer, champion du monde et recordman du monde senior de décathlon, est né à Argenteuil ;
- Smaïl Mekki, acteur, a vécu à Argenteuil[10] ;
- Philippe Métézeau, chercheur INSERM promoteur de la cytomètrie en flux et homme politique ;
- Victor de Mirabeau, économiste du Siècle des Lumières, se retire en 1788 dans une maison louée à Argenteuil, où il meurt en juillet 1789 ;
- son fils Honoré de Mirabeau, homme politique de la Révolution, acquiert peu après le château du Marais à Argenteuil ;
- Robert Montdargent, ancien maire ;
- Claude Monet, peintre impressionniste français, a vécu à Argenteuil, où se trouve toujours la deuxième maison qu'il a occupée, au 21 boulevard Karl Marx ; il a peint à Argenteuil des centaines de tableaux ;
- Florent Mothe, chanteur et musicien de pop, rock, jazz et heavy metal, né à Argenteuil le 13 mai 1981 ;
- Georges Mothron, maire et ex-député d’Argenteuil ;
- Christiane Muller, actrice française

- Haut – A
- B
- C
- D
- E
- F
- G
- H
- I
- J
- K
- L
- M
- N
- O
- P
- Q
- R
- S
- T
- U
- V
- W
- X
- Y
- Z

## O
- Roger Ouvrard, ancien maire ;

## P
- Gabriel Péri, député communiste de la circonscription (1re de Seine et Oise), résistant, arrêté et fusillé par les nazis à la forteresse du Mont-Valérien.
- Paul Personne, musicien, est né à Argenteuil ;
- Claude Piard, né à Argenteuil, universitaire et personnalité du mouvement associatif sportif ;
- Clément Prudhon, né à Argenteuil, dirigeant sportif, engagé dans la Résistance ;
- Victor Puiseux, mathématicien, est né à Argenteuil ;

- Haut – A
- B
- C
- D
- E
- F
- G
- H
- I
- J
- K
- L
- M
- N
- O
- P
- Q
- R
- S
- T
- U
- V
- W
- X
- Y
- Z

## Q
- Bernard Quilfen, né à Argenteuil en 1949, coureur cycliste et directeur sportif d'équipes cyclistes françaises ;

- Haut – A
- B
- C
- D
- E
- F
- G
- H
- I
- J
- K
- L
- M
- N
- O
- P
- Q
- R
- S
- T
- U
- V
- W
- X
- Y
- Z

## R
- Khalid Rahilou, ancien champion du Monde WBA des super-légers, né à Argenteuil ;
- Auguste Renoir, peintre impressionniste français, a séjourné chez son ami Monet à Argenteuil et y a peint plusieurs tableaux ;
- Marinette Révillon, (morte en 1996), est une journaliste tuée à Argenteuil. Une rue de la ville porte son nom ;
- Germain Ribot (1845-1893), peintre, a vécu et est mort à Argenteuil ;
- Albert Robida (1848-1926), illustrateur, spécialisé dans les dessins d'anticipation, a vécu à Argenteuil de 1882 à 1894 ;
- Rolandaël, dessinateur humoristique, est né à Argenteuil ;
- Joseph-François Rousselot (1803-1880), corniste, a vécu et est mort à Argenteuil.
- Denis Roy (1743-1804), homme politique né et décédé à Argenteuil (Val-d'Oise).

- Haut – A
- B
- C
- D
- E
- F
- G
- H
- I
- J
- K
- L
- M
- N
- O
- P
- Q
- R
- S
- T
- U
- V
- W
- X
- Y
- Z

## S

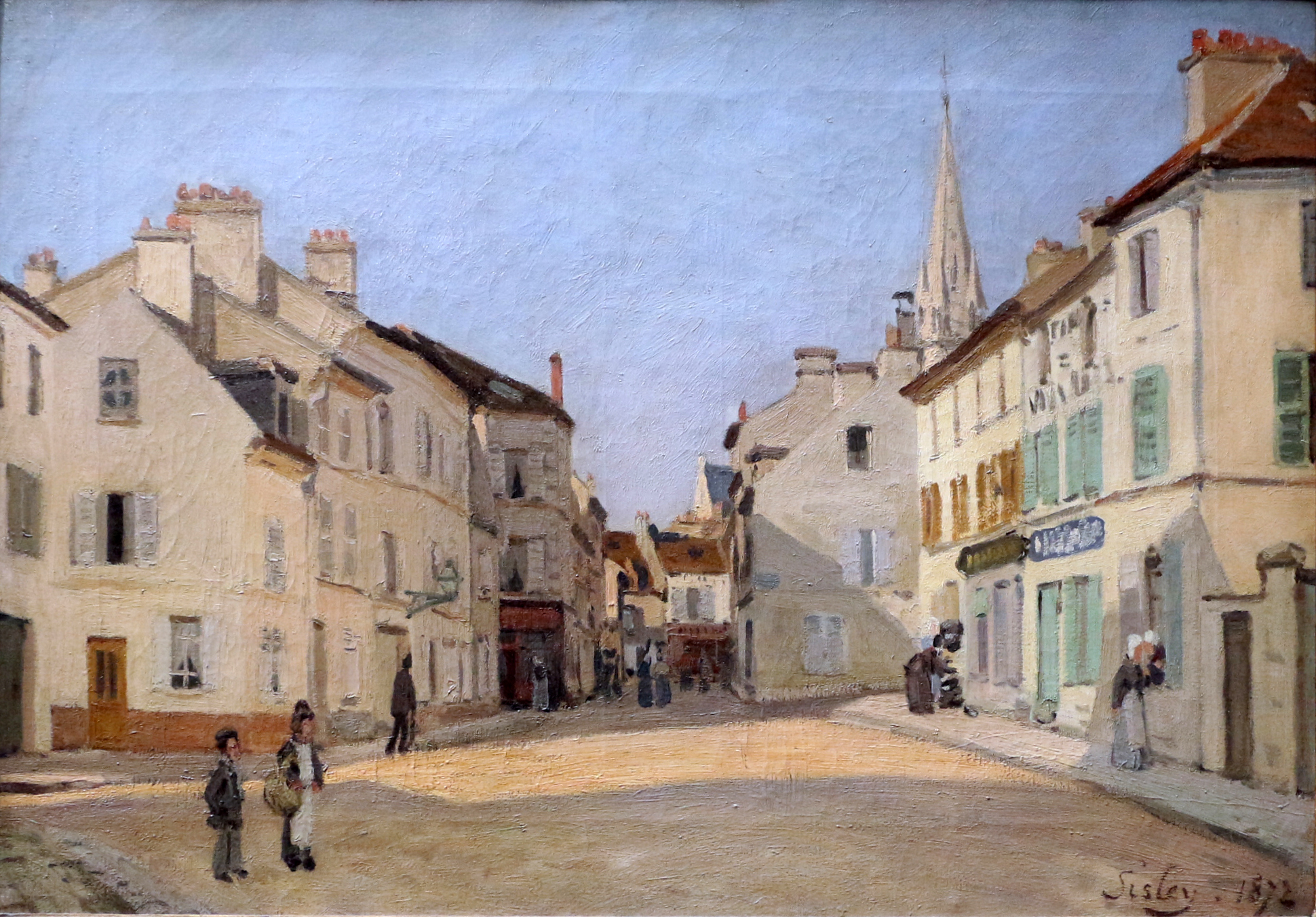
Rue de la Chaussée à Argenteuil
(« Paul Vaillant-Couturier » de nos jours) Sisley, 1872

- André Salzet, comédien de théâtre ;
- Ary Scheffer, peintre né en 1795 à Dordrecht (Pays-Bas) et décédé le 15 juin 1858 à Argenteuil ;
- Sidney, musicien, animateur radio/télé, pionnier français du Hip-hop ;
- Alfred Sisley, peintre impressionniste français, a vécu et peint à Argenteuil ;
- Omar Slaouti, conseiller municipal "Argenteuil tous Ensemble" et militant antiraciste
- Kerredine Soltani, chanteur, auteur, compositeur est né à Argenteuil et y a vécu jusque ses 26 ans ;
- François Spahnagel, vicaire de la basilique Saint-Denis, résistant ;

- Haut – A
- B
- C
- D
- E
- F
- G
- H
- I
- J
- K
- L
- M
- N
- O
- P
- Q
- R
- S
- T
- U
- V
- W
- X
- Y
- Z

## T
- Suzanne Tourte, peintre, décédée à Argenteuil en 1979 ;
- Roland Toutain, cascadeur et acteur. Il joue au funambule dans les carrières d'Argenteuil et habite les dernières années de sa vie au 40 rue d'Orgemont ;

- Haut – A
- B
- C
- D
- E
- F
- G
- H
- I
- J
- K
- L
- M
- N
- O
- P
- Q
- R
- S
- T
- U
- V
- W
- X
- Y
- Z

## V
- Paul Vannier (homme politique), député de la circonscription Argenteuil-Bezons ;
- Jacques de Vitry (1160 ? - 1240), évêque de Saint-Jean d’Acre puis cardinal-évêque de Tusculum en 1228, auteur d'une Histoire des Croisades, commence sa carrière ecclésiastique comme curé d'Argenteuil ;

- Haut – A
- B
- C
- D
- E
- F
- G
- H
- I
- J
- K
- L
- M
- N
- O
- P
- Q
- R
- S
- T
- U
- V
- W
- X
- Y
- Z

## W
- Henry Walcker, industriel constructeur d'automobiles et créateur de l'entreprise Chenard et Walcker.
- Maurice Weber, résistant

- Haut – A
- B
- C
- D
- E
- F
- G
- H
- I
- J
- K
- L
- M
- N
- O
- P
- Q
- R
- S
- T
- U
- V
- W
- X
- Y
- Z

## Pour approfondir